# Škrovád
Škrovád je místní část města Slatiňany v okrese Chrudim v Pardubickém kraji. Leží na pískovcích druhohorního (křídového) stáří podél řeky Chrudimky v průměrné výšce 280 m n. m.

## Historie
Poprvé je zmiňován v roce 1417 za vladyků ze Škrovádu, už v roce 1440 se jmenoval Škrowad. V roce 1548 připadl ke slatiňanské tvrzi. Od 18. do poloviny 20. století se v obci a blízkém okolí těžil v řadě lomů kvalitní pískovec na stavby a sochy, z něhož je i socha svatého Jana Nepomuckého uprostřed obce. Těžba pískovce patřila k největším ve východních Čechách a pískovec ze Škrovádu je použit v různých stavbách, především v Chrudimi a Slatiňanech. Dnes jsou dávno opuštěné lomy součástí centra obce, případně cvičnými horolezeckými stěnami anebo byly zavezeny. Lomy jsou více zřetelné na pravém břehu řeky od centra obce na JJV, kde byly také brzy zastavěny rekreačními chatami. Chatová oblast se táhne borovým lesem až do místní části se samotou Borek, kde je objekt bývalé prachárny, viditelný ze silnice I. třídy č. 37. Nad jezem na Borku už na pravém břehu řeky zřetelně vystupují porfyrické břidlice tzv. lukavické série. Na levém břehu jsou víceméně pouze skládky pískovcového odpadu z lomů. Místní statek sloužil také jako účelové hospodářství hřebčína ve Slatiňanech.

## Zajímavosti v obci a okolí
- Na jihojihovýchod od obce se u řeky nalézá zrekonstruovaný mlýn Skály s malou vodní elektrárnou a rybníkem Skály. Náhon k rybníku na pravém břehu řeky začíná u jezu na Borku, pod nímž je na břehu levém vyústěn kamenný kanál technické památky Lukavická štola, sloužící k ochraně zařízení mlýna před kyselými důlními vodami Lukavické štoly i Lukavického potoka.
- Cca 1,5 km jižně od Škrovádu a 1 km severozápadně od Svídnice je výslunná stráň, přírodní památka Hrobka. Jižní expozice zde dala vzniknout teplomilnému společenstvu rostlin. Vedle kokoříků, hvozdíků a divizen zde roste i bělozářka větevnatá. Geologický poklad tvoří porfyroidy tzv. lukavické série.
- Západně od obce je kopec Hůra s vrcholem ve výšce 391 m. V dnešní době jsou ve svazích vyznačené rekreační sportovní trasy a pořádají se zde různé sportovní akce (Velká cena Monaka). Je zde i výletní restaurace Monako a úpravna vody Monako.